# عبد الله نهار (لاعب كرة قدم كويتي)
عبد الله نهار الفضلي، من مواليد 31 مارس 1981، لاعب كرة قدم كويتي سابق.
بدأ مسيرته الكروية مع نادي الفحيحيل، وفي عام 2003 انتقل إلى نادي الكويت.
لعب مع منتخب الكويت لكرة القدم.

## روابط خارجية
- عبد الله نهار على موقع قاعدة بيانات كرة القدم.إي يو (الإنجليزية)
- عبد الله نهار على موقع ناشيونال فوتبول تيمز (الإنجليزية)
- عبد الله نهار على موقع كووورة